# William Owusu Acheampong
William Owusu Acheampong is een Ghanees-Portugees voetballer. Hij staat onder contract bij Winkel Sport, een voetbalploeg uit 1e nationale België, de reeks net onder 1B.

## Carrière

### Jeugd
Owusu begon in zijn geboorteland bij de jeugd van Real Tamale United. Daar werd hij opgemerkt door RSC Anderlecht, dat hem in 2006 naar België haalde. Maar de vlot scorende aanvaller bleef slechts even in Anderlecht. Omwille van een administratieve rompslomp keerde hij terug naar Ghana. Daar werd hij weggeplukt door de Portugese club Sporting Lissabon.

### Sporting Lissabon
In 2008 werd Owusu in de A-kern van Sporting Lissabon opgenomen. Door de grote concurrentie kwam hij er niet aan de bak. Hij speelde met het B-elftal, maar de club weigerde hem te laten gaan en verhuurde hem gedurende anderhalf seizoen aan Real Sport Clube. Daar kreeg hij soms een speelkans. In totaal scoorde hij zes keer voor de Portugese derdeklasser. Toen de huurovereenkomst afliep, werd de Ghanees meteen weer uitgeleend. Sporting Lissabon liet hem tot het einde van het seizoen vertrekken naar tweedeklasser Gil Vicente FC.

### Cercle Brugge
Vanaf het seizoen 2010/11 wordt hij uitgeleend aan Cercle Brugge. De club heeft een samenwerkingsovereenkomst met Sporting Lissabon. Owusu is daardoor niet de enige speler die aan Cercle wordt verhuurd. Ook Renato Neto en Nuno Reis zijn eigendom van Sporting. De bedoeling is dat ze bij Cercle wedstrijdritme kunnen opdoen. Owusu kreeg sinds zijn komst al verscheidene speelkansen van trainer Bob Peeters. In de competitie maakte hij zijn debuut in de uitwedstrijd tegen Germinal Beerschot. Europees maakte Owusu zijn debuut in de voorrondes van de Europa League. Hij startte in de basis voor de wedstrijd tegen Anorthosis Famagusta en scoorde bij zijn debuut.

### KVC Westerlo
In juli 2011 klopte Westerlo bij Sporting Lissabon aan. De club haalde Owusu terug naar België. De Ghanese aanvaller werd door zijn Portugese werkgever voor één seizoen uitgeleend.

### Royal Antwerp FC
William Owusu kwam bij Antwerp toen de oudste club van het land in een jarenlange dip zat in tweede klasse. Hij startte met 12 doelpunten in zijn eerste seizoen, maar kende in zijn tweede seizoen een terugval, met een paar opvallende missers voor de goal. Na een uitleenbeurt aan Roeselare maakte hij een paar beslissende doelpunten in de comeback die Antwerp naar de finale van de play-offs in 1B leidde. William Owusu werd langzaam maar zeker een cultfiguur bij het Antwerp-publiek. Antwerp promoveerde en in zijn eerste seizoen in 1A werd Owusu topschutter van de club. Hij maakte zich voor altijd onsterfelijk bij de fans door voor een volle Bosuil te scoren tegen Club Brugge en twee keer tegen aartsrivaal Beerschot Wilrijk.
Owusu is diepgelovig en wil na zijn carrière predikant worden.

## Statistieken[1]
| Seizoen         | Club               | Land                                  | Competitie         | Competitie | Competitie | Beker | Beker | Internationaal | Internationaal | Totaal | Totaal |
| Seizoen         | Club               | Land                                  | Competitie         | Wed.       | Dlp.       | Wed.  | Dlp.  | Wed.           | Dlp.           | Wed.   | Dlp.   |
| --------------- | ------------------ | ------------------------------------- | ------------------ | ---------- | ---------- | ----- | ----- | -------------- | -------------- | ------ | ------ |
| 2008/09         | Sporting Lissabon  | Vlag van Portugal                     | Primeira Liga      | 0          | 0          | 0     | 0     | 0              | 0              | 0      | 0      |
| 2008/09         | → Real Sport Clube | Vlag van Portugal                     | Segunda Divisão    | 16         | 6          | 0     | 0     | —              | —              | 16     | 6      |
| 2009/10         | → Gil Vicente FC   | Vlag van Portugal                     | Liga de Honra      | 13         | 2          | 0     | 0     | —              | —              | 13     | 2      |
| 2010/11         | → Cercle Brugge    | Vlag van België                       | Jupiler Pro League | 37         | 6          | 5     | 1     | 1              | 1              | 43     | 8      |
| 2011/12         | → KVC Westerlo     | Vlag van België                       | Jupiler Pro League | 13         | 5          | 1     | 0     | —              | —              | 14     | 5      |
| 2012/13         | → KVC Westerlo     | Vlag van België                       | Tweede klasse      | 29         | 9          | 2     | 2     | —              | —              | 31     | 11     |
| 2013/14         | → Corona Braşov    | Vlag van Roemenië                     | Liga 1             | 0          | 0          | 0     | 0     | —              | —              | 0      | 0      |
| 2014/15         | Royal Antwerp FC   | Vlag van België                       | Proximus League    | 34         | 12         | 2     | 0     | —              | —              | 36     | 12     |
| 2015/16         | Royal Antwerp FC   | Vlag van België                       | Proximus League    | 12         | 2          | 2     | 1     | —              | —              | 14     | 3      |
| 2015/16         | → KSV Roeselare    | Vlag van België                       | Proximus League    | 8          | 3          | 0     | 0     | —              | —              | 8      | 3      |
| 2016/17         | Royal Antwerp FC   | Vlag van België                       | Proximus League    | 19         | 7          | 2     | 1     | —              | —              | 21     | 8      |
| 2017/18         | Royal Antwerp FC   | Vlag van België                       | Jupiler Pro League | 34         | 13         | 1     | 1     | —              | —              | 35     | 14     |
| 2018/19         | Royal Antwerp FC   | Vlag van België                       | Jupiler Pro League | 33         | 7          | 1     | 0     | —              | —              | 34     | 7      |
| 2019/20         | Ajman Club         | Vlag van Verenigde Arabische Emiraten | VAE Liga           | 17         | 8          | 5     | 3     | —              | —              | 22     | 11     |
| 2020/21         | Ajman Club         | Vlag van Verenigde Arabische Emiraten | VAE Liga           | 10         | 0          | 1     | 0     | —              | —              | 11     | 0      |
| Carrière totaal | Carrière totaal    | Carrière totaal                       | Carrière totaal    | 275        | 80         | 22    | 9     | 1              | 1              | 298    | 90     |